# 諾達卡邁勒清真寺
諾達卡邁勒清真寺 （俄语：Нурди-Камаль），是俄羅斯克拉斯諾亞爾斯克邊疆區諾里爾斯克的一所清真寺，被認為是世上位置最北的清真寺。
清真寺由出生於諾里爾斯克的韃靼族商人米薩達·比克梅耶瓦贊助興建，他以自己的父親諾力特丁和母親加妮卡邁勒為清真寺命名。1998年9月19日啟用。
清真寺樓高兩層，上層是祈禱大廳，下層是伊斯蘭學校。其建築適應了當地的天氣，例如宣禮塔底座為防止受凍以及加強風阻而建成方形，而非一般的圓形。另外由於當地的永久凍土層深達300至500公尺，清真寺需要興建在支撐物上。